# Перейру-де-Пальякана
Перейру-де-Пальякана (порт. Pereiro de Palhacana)  —  район (фрегезия) в Португалии,  входит в округ Лиссабон. Является составной частью муниципалитета  Аленкер. По старому административному делению входил в провинцию Эштремадура. Входит в экономико-статистический  субрегион Оэште, который входит в Центральный регион. Население составляет 591 человек на 2001 год. Занимает площадь 9,12 км².
Покровителем района считается Архангел Михаил (порт. São Miguel). 